# Episema boneti
Episema boneti là một loài bướm đêm trong họ Noctuidae.